# Sport Club Guaraí
O Sport Club Guaraí é um clube brasileiro de futebol sediado na cidade de Guaraí, no estado de Tocantins. Suas cores são verde e branco, e foi fundado em 7 de setembro de 1983 . O presidente do clube é Valdemir Alves Aguiar.
Fundado em 1983, em sua história, o clube venceu sua primeira competição oficial em 2010, o Campeonato Tocantinense da 2ª Divisão, qual conquistou o título vencendo o Palmas Futebol e Regatas em 2010, e em 2014, vencendo o Paraíso Esporte Clube. Atualmente, joga o Campeonato Tocantinense da 2ª Divisão

## Titulos
| Estaduais | Estaduais                                            | Estaduais | Estaduais   |
|           | Competição                                           | Títulos   | Temporadas  |
| --------- | ---------------------------------------------------- | --------- | ----------- |
|           | Campeonato Tocantinense de Futebol - Segunda Divisão | 2         | 2010 e 2014 |

## Desempenho em competições oficiais
Campeonato Tocantinense
| Ano  | 2011 | 2012 | 2013 | 2014 | 2015 | 2016 | 2017 | 2018 | 2019 | 2020 |
| Pos. | 3º   | 5º   | 5º   | 8º   | 8º   | —    | —    | —    | —    | —    |
| Ano  | 2021 | 2022 | 2023 | 2024 |      |      |      |      |      |      |
| Pos. | —    | —    | —    | —    |      |      |      |      |      |      |
| ---- | ---- | ---- | ---- | ---- | ---- | ---- | ---- | ---- | ---- | ---- |

Campeonato Tocantinense (2ª Divisão)
| Ano  | 2001 | 2002 | 2003 | 2004 | 2005 | 2006 | 2007 | 2008 | 2009 | 2010 |
| Pos. | —    | —    | —    | —    | —    | —    | —    | —    | 3º   | 1º   |
| Ano  | 2011 | 2012 | 2013 | 2014 | 2015 | 2016 | 2017 | 2018 | 2019 | 2020 |
| Pos. | —    | —    | —    | 1º   | 4º   | 6º   | 5º   | 6º   | —    | —    |
| Ano  | 2021 | 2022 | 2023 | 2024 |      |      |      |      |      |      |
| Pos. | —    | —    | 4º   | 4º   |      |      |      |      |      |      |
| ---- | ---- | ---- | ---- | ---- | ---- | ---- | ---- | ---- | ---- | ---- |

Legenda:
| Campeão Rebaixado à divisão inferior |

## Artilheiros
| Artilharia | Artilharia                            | Artilharia | Artilharia |
| Atleta     | Competição                            | Ano        | Gols       |
| ---------- | ------------------------------------- | ---------- | ---------- |
| Kássio     | Campeonato Tocantinense - 2.ª Divisão | 2010       | 12         |
| Joãozinho  | Campeonato Tocantinense               | 2011       | 8          |
| Renatinho  | Campeonato Tocantinense - 2.ª Divisão | 2014       | 15         |
| Gean       | Campeonato Tocantinense               | 2015       | 9          |